# The New Tenants
|  | Denne artikel er oprettet af botten PalnaBot ud fra en ekstern database. Den kan derfor have sproglige fejl eller mangler. Denne skabelon kan fjernes efter kontrol af indholdet. |

De nye lejere er en kortfilm fra 2009 instrueret af Joachim Back efter manuskript af Anders Thomas Jensen.
Den er baseret på den danske film De nye lejere fra 1996.

## Handling
En snagende nabo, en stenet narkohandler og en ægtemand med et personlig hævntogt og et alt for løstsiddende våben udgør kernen i den barsk satiriske kortfilm "The New Tenants". Midt mellem uåbnede flyttekasser og forventningerne til en ny start på livet oplever to mænd den værst tænkelige flyttedag, da deres nyanskaffede lejlighed viser sig at rumme en skræmmende historie. Det bliver til en skiftevis sjov, uhyggelig og uventet romantisk oplevelse.